# Federación Socialista Alemana de Estudiantes
La Federación Socialista Alemana de Estudiantes (en alemán: Sozialistischer Deutscher Studentenbund o SDS) fue una organización estudiantil que existió en la Alemania Occidental y el Berlín Oeste. Tuvo una importante actividad a finales de los años 60, convirtiéndose en uno de los grupos más activos del movimiento estudiantil universitario.

## Historia

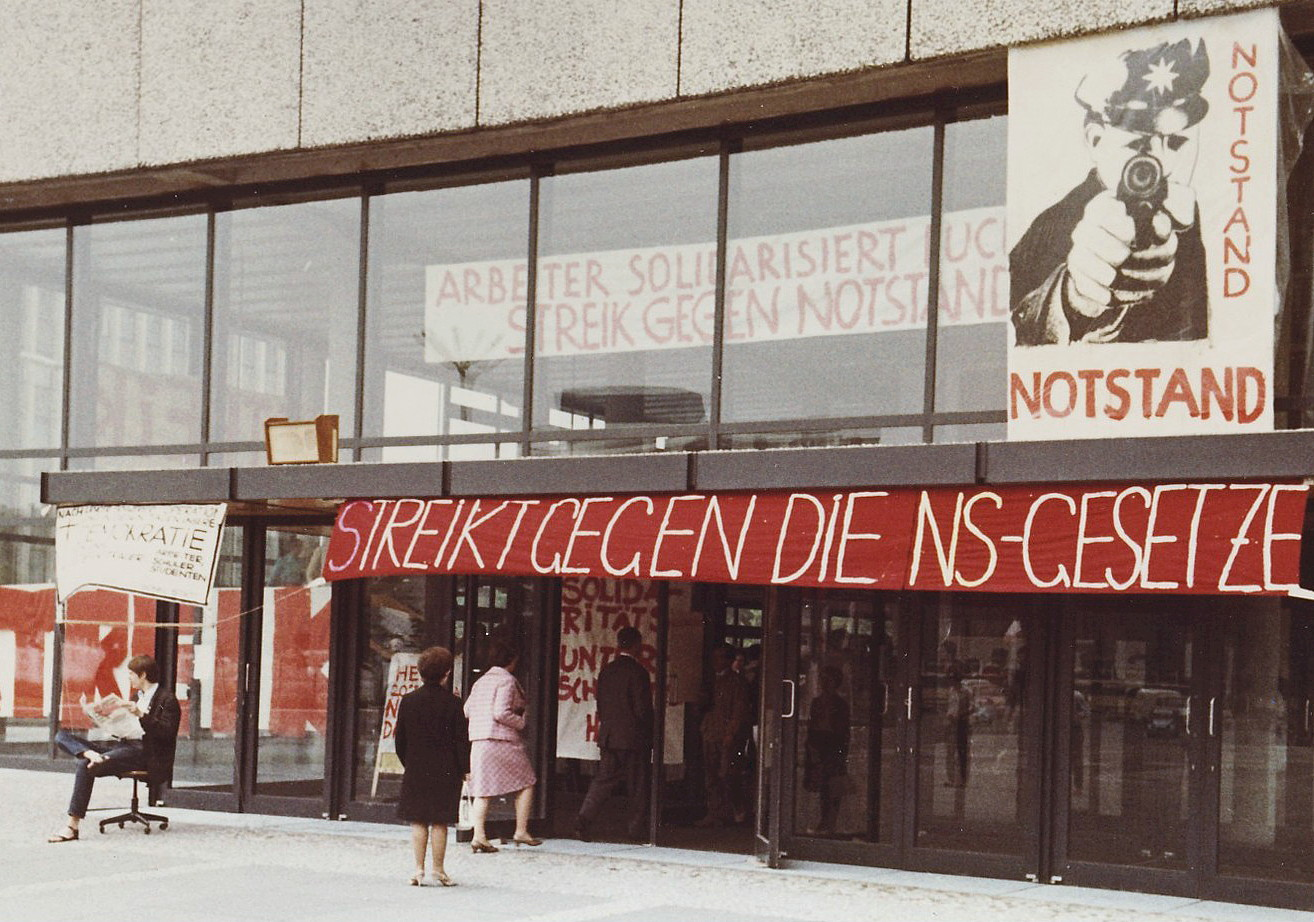
Protestas en la Universidad Técnica de Berlín, durante 1968.

Fue fundada en Hamburgo en 1946, originalmente como la rama estudiantil del Partido Socialdemócrata Alemán (SPD), sin embargo paulatinamente fue alejándose de los postulados del partido y a partir de 1961 sus militantes fueron expulsados del SPD.
A finales de los años 60 el movimiento estudiantil tuvo una gran actividad en las movilizaciones de protesta política y constituyó uno de los principales apoyos de la Außerparlamentarische Opposition (APO), en especial contra las políticas del Gobierno conservador de Kurt Georg Kiesinger. El SDS buscaba forzar una reforma del sistema universitario alemán y una mayor democratización del mismo, aunque sus protestas se extendían a otros ámbitos como eran las manifestaciones contra la Guerra de Vietnam. Después de alcanzar en 1968 su momento de mayor apogeo, el 21 de marzo de 1970 el SDS fue disuelto en Fráncfort por una asamblea estudiantil, coincidiendo en el tiempo con la llegada a la cancillería federal del socialdemócrata Willy Brandt y las reformas que se emprendieron en el sistema universitario. Posteriores intentos de reorganizar la organización no han tenido éxito. En 2007, la organización estudiantil del partido Die Linke adoptó el nombre de Die Linke.SDS en su congreso fundacional.

## Miembros conocidos
A lo largo de su historia fueron miembros del SDS destacadas personalidades como Helmut Schmidt, Ulrike Meinhof o Rudi Dutschke.